# エスタディオ・センテナリオ
エスタディオ・センテナリオ（Estadio Centenario）は、ウルグアイの首都モンテビデオにあるスタジアム。

## 概要
ウルグアイ憲法発布100周年事業として建設。センテナリオとはスペイン語で「100周年」を意味する単語である。1930年7月18日、第1回ワールドカップのグループステージで行われたウルグアイ - ペルーの一戦（ウルグアイ 1-0 ペルー）で開場。同大会では、決勝戦のウルグアイ - アルゼンチン（ウルグアイ 4-2 アルゼンチン）を含む計10試合が開催された。その事からFIFA決勝の聖地と呼ばれている。
開場から53年後（1983年）の同じ7月18日、FIFAの「サッカー歴史的建造物」に指定された。マラカナン・スタジアム（ブラジル）、ウェンブリー・スタジアム (1923)（イングランド）、エスタディオ・サンティアゴ・ベルナベウ（スペイン）、スタディオ・ジュゼッペ・メアッツァ（イタリア）などとともに世界を代表する歴史あるサッカースタジアムの1つである。